# Jeanloup Sieff
Jeanloup Sieff (ur. 30 listopada 1933 w Paryżu, zm. 20 września 2000 tamże) – francuski fotograf mody polskiego pochodzenia.
Zainteresował się fotografią, gdy dostał plastikowy aparat Photax na czternaste urodziny. Pierwsze doświadczenia fotograficzne to pobyt na zimowych wakacjach w Zakopanem. W 1953 zaczął uczęszczać do Vaugirard School of Photography w Paryżu, później przeniósł się do Vevey School w Vevey w Szwajcarii. Już w 1954 zaczął pracować jako fotoreporter. W 1956 rozpoczął fotografować modę, a w 1958 zatrudnił się w Agencji Magnum. W latach 60. osiadł w Nowym Jorku, gdzie podjął pracę dla magazynów mody: Esquire Magazine, Glamour, Vogue i Harpers Bazaar.
Zdobył wiele nagród branżowych, m.in. Chevalier des Arts et Lettres (1981) i Grand Prix National de la Photographie (1992). Fotografował także wiele znanych osób, np. Jane Birkin, Yves'a Montanda, Alfreda Hitchcocka i Rudolfa Nuriejewa. 
Tancerze i nagość – to częste motywy jego twórczości.